# Cameron Schilling
Ernest Cameron „Cam“ Schilling (* 7. Oktober 1988 in Carmel, Indiana) ist ein US-amerikanischer Eishockeyspieler, der zuletzt bis zum Ende der Saison 2023/24 beim österreichischen Klub EC Red Bull Salzburg aus der ICE Hockey League unter Vertrag gestanden und dort auf der Position des Verteidigers gespielt hat. Zuvor absolvierte Schilling unter anderem 630 Spiele in der American Hockey League (AHL) und bestritt weitere zehn Partien für die Washington Capitals sowie Winnipeg Jets in der National Hockey League (NHL).

## Karriere

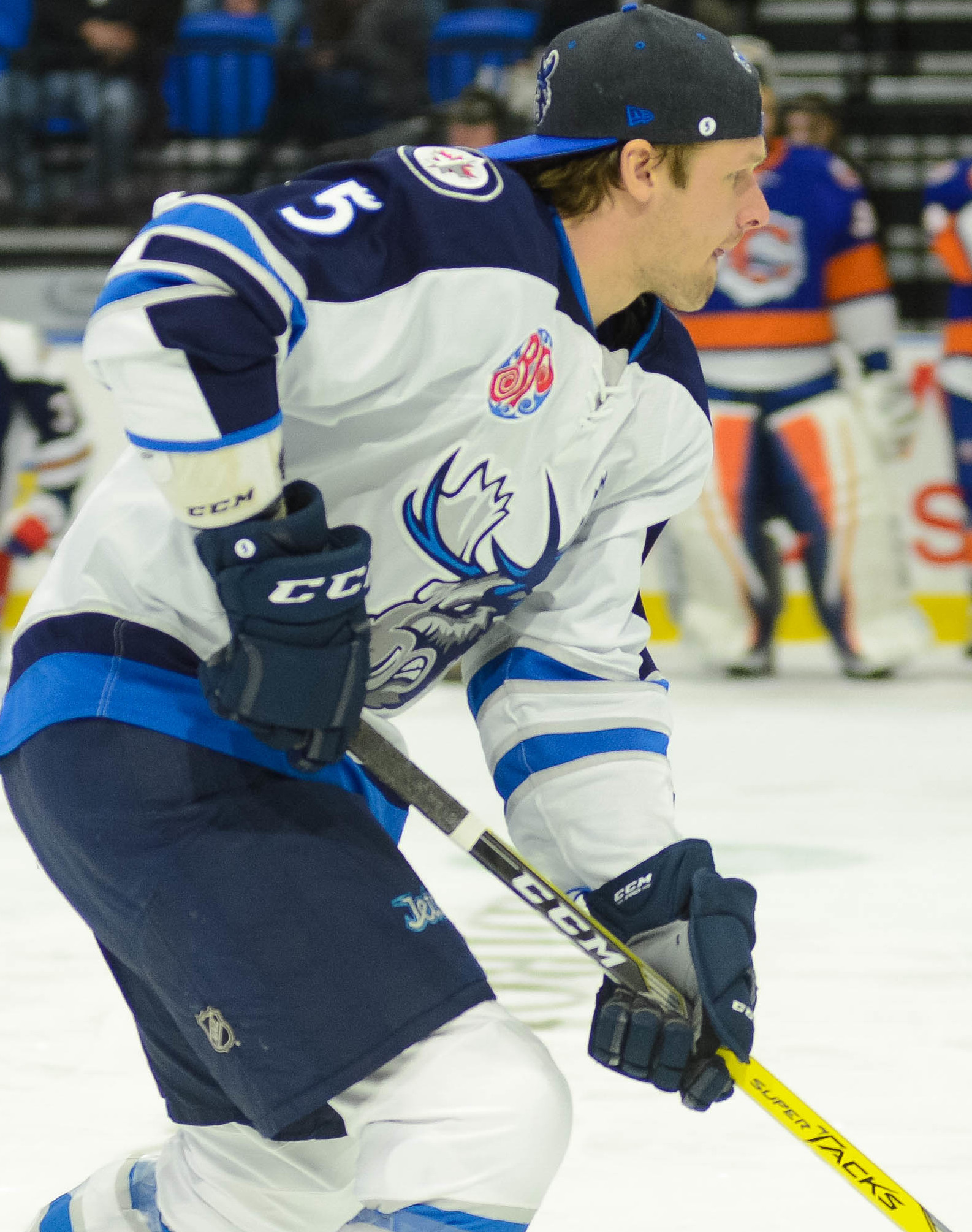
Schilling im Trikot der Manitoba Moose (2018)

Schilling verbrachte seine Juniorenzeit zunächst zwischen 2007 und 2008 bei den Indiana Ice aus der United States Hockey League (USHL). Von dort wechselte der Verteidiger im Sommer 2008 an die Miami University im Bundesstaat Ohio. Neben seinem Studium spielte er dort für die folgenden vier Spieljahre für die Eishockeymannschaft der Universität in der Central Collegiate Hockey Association, einer Division im Spielbetrieb der National Collegiate Athletic Association (NCAA). Am Ende der Spielzeit 2010/11 errang Schilling mit dem Team die Meisterschaft der Division.
Im Anschluss an seine vierjährige Collegeausbildung wurde der ungedraftete Free Agent im März 2012 von den Washington Capitals aus der National Hockey League (NHL) unter Vertrag genommen. Zum Ende der Saison 2011/12 setzten sie ihn erstmals im Profibereich bei ihrem Farmteam, den Hershey Bears, in der American Hockey League (AHL) ein. Mit Beginn des Spieljahres 2012/13 war der US-Amerikaner dort Stammspieler. In allen drei Spielzeiten seiner Zugehörigkeit zum Franchise der Capitals kam er jeweils in der NHL zu Einsätzen. Diese summierten sich im Sommer 2015, als er die Organisation verließ, aber auf lediglich sechs Einsätze. Der Defensivspieler erhielt nach der Saison 2014/15 keinen neuen Vertrag im Franchise der US-amerikanischen Landeshauptstadt und wechselte daher im Juli 2015 als Free Agent zu den Chicago Blackhawks. Dort erhielt er einen Zweijahresvertrag, wurde aber bis zum Januar 2017 ausschließlich bei Chicagos Kooperationspartner Rockford IceHogs in der AHL eingesetzt. Unzufrieden mit der Entwicklung des Abwehrspielers und ohne Interesse an einer Weiterverpflichtung über den Sommer 2017 hinaus transferierten die Blackhawks Schilling Mitte Januar 2017 im Tausch für Michael Latta zu den Los Angeles Kings. Bei den Kaliforniern erfüllte Schilling die Restlaufzeit seines Vertrags ebenfalls in der AHL. Für die Ontario Reign kam er inklusive der Playoffs in 37 Partien zum Einsatz.
Zur Spielzeit 2017/18 fand Schilling in den Winnipeg Jets einen neuen Arbeitgeber, wurde dort in seinem ersten Jahr aber ebenso nur in der AHL bei den Manitoba Moose eingesetzt. Die Jets verlängerten den Vertrag im Juli 2018 aber um ein weiteres Jahr. Zwar war der 30-Jährige weiterhin hauptsächlich für die Moose aktiv, Ende November debütierte er jedoch für die Jets in der NHL und bestritt damit seine ersten Spiele seit März 2015 in der Liga. Nach drei Jahren in Winnipeg wurde sein auslaufender Vertrag nach der Spielzeit 2019/20 nicht verlängert, sodass er im Oktober 2020 als Free Agent zu den Washington Capitals anschloss. Im Trikot der Bears wurde er nach der Spielzeit 2020/21 ins All-Star Team der North Division gewählt. Seinen auslaufenden Vertrag verlängerten die Capitals im Juli 2021 allerdings nicht, sodass er im Oktober 2021 einen auf die AHL beschränkten Vertrag bei den Abbotsford Canucks unterzeichnete.
Durch eine Ausstiegsklausel verließ der US-Amerikaner die Canucks im Januar 2022 und wechselte zu Djurgårdens IF aus der Svenska Hockeyligan (SHL). Am Saisonende stieg er mit der Mannschaft in die zweitklassige Allsvenskan ab. Dennoch blieb er dem Hauptstadtklub eine weitere Spielzeit treu, ehe beide Parteien im November 2023 den Vertrag nach dem verpassten Wiederaufstieg in gegenseitigem Vernehmen auflösten. Schilling pausierte daraufhin bis zum Jahresbeginn 2024 und heuerte dann bis zum Saisonende 2023/24 beim EC Red Bull Salzburg aus der ICE Hockey League an. Mit dem Klub gewann er am Saisonende die Meisterschaft der Liga und damit auch verbunden den österreichischen Meistertitel.

## Erfolge und Auszeichnungen
- 2011 Mason-Cup-Gewinn mit der Miami University
- 2018 Teilnahme am AHL All-Star Classic
- 2021 AHL North Division All-Star Team
- 2024 Meister der ICE Hockey League und Österreichischer Meister mit dem EC Red Bull Salzburg

## Karrierestatistik
Stand: Ende der Saison 2023/24
(Legende zur Spielerstatistik: Sp oder GP = absolvierte Spiele; T oder G = erzielte Tore; V oder A = erzielte Assists; Pkt oder Pts = erzielte Scorerpunkte; SM oder PIM = erhaltene Strafminuten; +/− = Plus/Minus-Bilanz; PP = erzielte Überzahltore; SH = erzielte Unterzahltore; GW = erzielte Siegtore; 1 Play-downs/Relegation; Kursiv: Statistik nicht vollständig)